# Marco Carducci
Marco Carducci (Calgary, Alberta, Canadá, 24 de septiembre de 1996) es un futbolista canadiense. Juega de portero y su equipo actual es el Cavalry, de la Canadian Premier League.

## Carrera

### Clubes

#### Vancouver Whitecaps
Carducci firmó su primer contrato con el club el 4 de marzo de 2014. Hizo su debut el 7 de mayo del mismo año en un partido del Campeonato Canadiense contra Toronto, que Vancouver perdió 2-1. Después de tres temporadas con los Whitecaps, dos de los cuales fueron prestados a su reserva, el Vancouver Whitecaps 2, los Whitecaps anunciaron que Carducci no regresaría para la temporada 2017.

#### Rio Grande Valley
Carducci firmó contrato con el Rio Grande Valley, equipo de la USL en marzo de 2017.

#### Calgary Foothills
En febrero de 2018, Carducci rechazaría múltiples ofertas de equipos de la USL para firmar con el Calgary Foothills, de la Premier Development League siendo, además de portero, entrenador de dicha posición. Carducci ayudó a que el equipo lograse la PDL 2018, ganando el Guante de Oro y siendo parte del equipo ideal de la temporada.

#### Cavalry
Carducci fichó con el Cavalry, equipo de la Canadian Premier League. Luego de firmar, Carducci indicó su deseo de jugar, y que su objetivo es jugar para la Selección canadiense en el Mundial 2026.

### Selección
Carducci ha representado a Canadá en varios niveles juveniles. Estuvo en el Mundial Sub-17 de 2013. En mayo de 2014 fue convocado para jugar la Milk Cup con la sub-20. Jugó un solo partido en el torneo, junto a su compatriota del Vancouver Whitecaps, Nolan Wirth. Carducci volvería a jugar para la sub-20 en noviembre, durante partidos frente a Inglaterra y Rusia, done empataron 2-2 frente al conjunto británico y ganaron 2-1 ante el equipo ruso.
En mayo de 2016, Carducci fue llamado por la sub-23 para disputar amistosos frente a Guyana y Granada. El portero jugó la segunda parte frente a Granada.

## Clubes
|  | Club                       | País           | Año             |
|  | -------------------------- | -------------- | --------------- |
|  | MSB United                 | Canadá         | 2000 - 2005     |
|  | MacKenzie                  | Canadá         | 2005 - 2006     |
|  | Calgary Villains           | Canadá         | 2006 - 2011     |
|  | Vancouver Whitecaps        | Canadá         | 2011 - 2013     |
|  | Vancouver Whitecaps Sub-23 | Canadá         | 2013 - 2014     |
|  | Vancouver Whitecaps        | Canadá         | 2014 - 2015     |
|  | Vancouver Whitecaps 2      | Canadá         | 2015 - 2016     |
|  | Rio Grande Valley          | Estados Unidos | 2017            |
|  | Calgary Foothills          | Canadá         | 2018            |
|  | Cavalry                    | Canadá         | 2019 - Presente |

## Estadísticas

### Clubes
- Actualizado hasta el 29 de septiembre de 2019.

| Vancouver Whitecaps · Canadá                                  |                     |                     |     |     |    |    |     |     |
| 1.ª                                                           | 2014                | 0                   | 0   | 2   | 0  | 2  | 0   |     |
| Total club                                                    | Total club          | Total club          | 0   | 0   | 2  | 0  | 2   | 0   |
| Vancouver Whitecaps 2 · Canadá                                |                     |                     |     |     |    |    |     |     |
| 2.ª                                                           | 2015                | 9                   | 0   | 0   | 0  | 9  | 0   |     |
| 2.ª                                                           | 2016                | 7                   | 0   | 0   | 0  | 7  | 0   |     |
| Total club                                                    | Total club          | Total club          | 16  | 0   | 0  | 0  | 16  | 0   |
| Rio Grande Valley Estados Unidos                              |                     |                     |     |     |    |    |     |     |
| 2.ª                                                           | 2017                | 6                   | 0   | 0   | 0  | 6  | 0   |     |
| Total club                                                    | Total club          | Total club          | 6   | 0   | 0  | 0  | 6   | 0   |
| Calgary Foothills · Canadá                                    |                     |                     |     |     |    |    |     |     |
| 4.ª                                                           | 2018                | 14                  | 0   | 0   | 0  | 14 | 0   |     |
| Total club                                                    | Total club          | Total club          | 14  | 0   | 0  | 0  | 14  | 0   |
| Cavalry · Canadá                                              |                     |                     |     |     |    |    |     |     |
| 1.ª                                                           | 2019                | 19                  | -11 | 4   | -4 | 23 | -15 |     |
| Total club                                                    | Total club          | Total club          | 19  | -11 | 4  | -4 | 23  | -15 |
| Total en su carrera                                           | Total en su carrera | Total en su carrera | 55  | -11 | 4  | -4 | 59  | -11 |
| (1) Las copas nacionales se refiere al Campeonato Canadiense. |                     |                     |     |     |    |    |     |     |

### Selección
| Selección     | Año           | Amistosos | Amistosos | Eliminatorias | Eliminatorias | Mundial | Mundial | Copa Oro | Copa Oro | Campeonato Sub-17 | Campeonato Sub-17 | Mundial Sub-17 | Mundial Sub-17 | Campeonato Sub-20 | Campeonato Sub-20 | Mundial Sub-20 | Mundial Sub-20 | Juegos Olímpicos | Juegos Olímpicos | Total | Total | Media goleadora |
| Selección     | Año           | PJ        | G         | PJ            | G             | PJ      | G       | PJ       | G        | PJ                | G                 | PJ             | G              | PJ                | G                 | PJ             | G              | PJ               | G                | PJ    | G     | Media goleadora |
| ------------- | ------------- | --------- | --------- | ------------- | ------------- | ------- | ------- | -------- | -------- | ----------------- | ----------------- | -------------- | -------------- | ----------------- | ----------------- | -------------- | -------------- | ---------------- | ---------------- | ----- | ----- | --------------- |
| Sub-17        | 2013          | -         | -         | -             | -             | -       | -       | -        | -        | 5                 | -7                | 3              | -6             | -                 | -                 | -              | -              | -                | -                | 8     | -13   | 1.63            |
| Sub-17        | Total         | -         | -         | -             | -             | -       | -       | -        | -        | 5                 | -7                | 3              | -6             | -                 | -                 | -              | -              | -                | -                | 8     | -13   | 1.63            |
| Sub-20        | 2015          | -         | -         | -             | -             | -       | -       | -        | -        | -                 | -                 | -              | -              | 2                 | -4                | -              | -              | -                | -                | 2     | -4    | 2               |
| Sub-20        | Total         | -         | -         | -             | -             | -       | -       | -        | -        | -                 | -                 | -              | -              | 2                 | -4                | -              | -              | -                | -                | 2     | -4    | 2               |
| Sub-23        | 2016          | 1         | 0         | -             | -             | -       | -       | -        | -        | -                 | -                 | -              | -              | -                 | -                 | -              | -              | -                | -                | 1     | 0     | 0               |
| Sub-23        | Total         | 1         | 0         | -             | -             | -       | -       | -        | -        | -                 | -                 | -              | -              | -                 | -                 | -              | -              | -                | -                | 1     | 0     | 0               |
| Total carrera | Total carrera | 1         | 0         | -             | -             | -       | -       | -        | -        | 5                 | -7                | 3              | -6             | 2                 | -4                | -              | -              | -                | -                | 11    | -17   | 1.55            |